# Cabestany
Cabestany (em catalão:  Cabestany) é uma comuna francesa na região administrativa da Occitânia, no departamento dos Pirenéus Orientais. Estende-se por uma área de 10.42 km², e possui 10.235 habitantes, segundo o censo de 2018, com uma densidade de 980 hab/km².